# エクトル・カストロ
エクトル・カストロ（Héctor Castro、1904年11月29日 - 1960年9月15日）は、ウルグアイ・モンテビデオ出身のサッカー選手、サッカー指導者。
13歳の時に電動のこぎりで右前腕を切断してしまい、そのことからエル・マンコ（el manco、隻腕）またはエル・ディビーノ・マンコ（el divino manco、神聖なる隻腕）というニックネームで呼ばれた。

## 経歴
ウルグアイ代表として1930年の第1回ワールドカップに優勝した。グループステージ第1試合のペルー戦と決勝戦のアルゼンチン戦の2試合に出場し、ペルー戦では65分にウルグアイにとってワールドカップでの最初のゴールを、アルゼンチン戦では89分にリードを広げる4点目を挙げた。またウルグアイ代表としては1928年オリンピック、1926年と1935年のコパ・アメリカにも優勝した。
クラブでは1923-1924シーズンにナシオナルでキャリアをスタートさせ、1936年に引退するまでにウルグアイリーグで3回の優勝を経験した。選手引退後はナシオナルのアシスタントコーチを経て監督となり、1940年から1943年までウルグアイリーグ4連覇、そして1952年に再び優勝に導いた。

## タイトル

### 選手
ナシオナル
- リーグ：3回（1924, 1933, 1934）

ウルグアイ代表
- FIFAワールドカップ：1回（1930）
- オリンピック：1回（1928）
- コパ・アメリカ：2回（1926、1935）

### 監督
ナシオナル
- リーグ：5回（1940, 1941, 1942, 1943, 1952）